# Kalweo
Kalweo è un ward dello Zambia, parte della Provincia di Copperbelt e del Distretto di Mpongwe.